# Roddy Piper
 (juillet 2011).
Si vous disposez d'ouvrages ou d'articles de référence ou si vous connaissez des sites web de qualité traitant du thème abordé ici, merci de compléter l'article en donnant les références utiles à sa vérifiabilité et en les liant à la section « Notes et références ».
Pour les articles homonymes, voir Piper.
Roddy « Rowdy » Piper, de son vrai nom Roderick George Toombs (né le 17 avril 1954 à Saskatoon et mort le 31 juillet 2015 à Hollywood (États-Unis), est un acteur et un catcheur (lutteur professionnel) canadien.
Toombs commence sa carrière au Canada sous le nom de Roddy Piper en 1969 et incarne alors un Écossais qui entre sur le ring au son des cornemuses. Il part ensuite aux États-Unis d'abord sur la côte ouest en Californie puis en Oregon où il devient populaire. Il rejoint ensuite la côte est et la Mid-Atlantic Championship Wrestling (en) en 1980 et devient double champion du monde Télévision de la National Wrestling Alliance (NWA), double champion poids-lourds des États-Unis de la NWA notamment. Il rejoint la World Wrestling Federation en 1984 et y devient un des principaux « méchants » et perd avec Paul Orndorff le match phare de WrestleMania I face à Hulk Hogan et Mister T.. Il y devient champion intercontinental avant d'arrêter sa carrière en 1992. Durant son passage à la WWF, il obtient le rôle principal dans le film Invasion Los Angeles en 1988. Il fait des apparitions sporadiques à la WWF et à la World Championship Wrestling dans les années 1990.

## Jeunesse
Toombs est né à Saskatoon, en Saskatchewan. Son père travaillant pour la police privée chargée de la sécurité du réseau ferré du Canadien National sa famille déménage souvent. Après une dispute avec son père, il quitte le foyer familial à douze ans et voyage à travers le pays en vivant dans des auberges de jeunesse.

## Carrière de catcheur

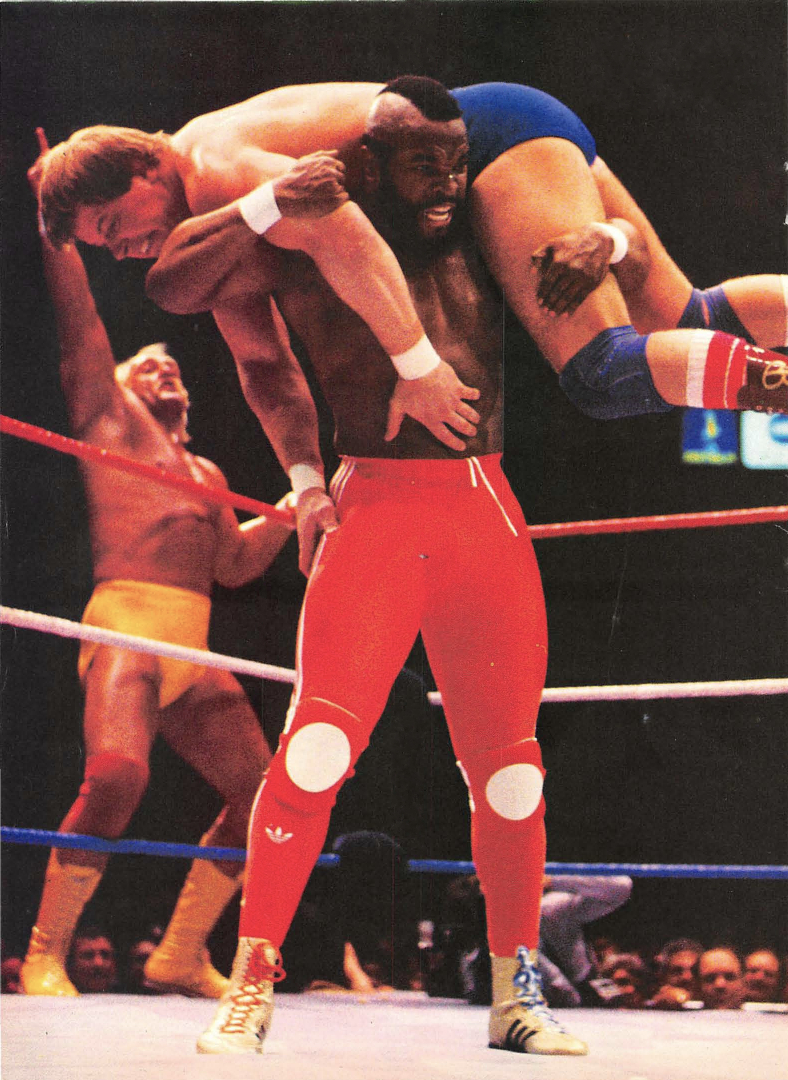
Mr T au WrestleMania, 1985.

### Débuts à l'American Wrestling Association (1969-1975)
À l'âge de quinze ans, il dispute son premier combat à Winnipeg, contre Larry Hennig et perd en dix secondes. Il commence véritablement sa carrière à l'American Wrestling Association au cours de leurs spectacle à Winnipeg. Il y incarne alors un Écossais entrant au son des cornemuses, un gimmick qui durera toute sa carrière, et est alors un jobber dont le gimmick aide à faire rire le public. Il y travaille entre octobre 1973 et juin 1975.

### National Wrestling Alliance Hollywood Wrestling puis Pacific Northwest Wrestling (1976-1980)
Piper arrive à Los Angeles et lutte à la National Wrestling Alliance (NWA) Hollywood Wrestling en 1976. Dans cette fédération du Sud de la Californie, il y devient le rival de Chavo Guerrero, Sr. et n'hésite pas à le provoquer ainsi que le public principalement composé de latino-américains en interprétant La cucaracha à la cornemuse par exemple. Les deux lutteurs s'affrontent pour le championnat des Amériques de la NWA que Piper remporte le 12 mars, avant que Guerrero ne le récupère en avril,.

### Mid-Atlantic (1980–1983)
À la fin des années 1970, Piper partit pour les territoires du Mid-Atlantic. Il bat notamment Jack Brisco pour le titre Mid-Atlantic et plus tard Ric Flair à qui il prit la ceinture de États-Unis. S'ensuivit une énorme rivalité entre les deux. En 1981 Piper se mit à commenter des matchs en Géorgie. Il fut viré du territoire après une fin de match controversée. Plus tard en 1982 il reçut une offre d'emploi de la part de Gary Hart pour travailler à la World Class Championship Wrestling, mais le salaire versé n'était pas suffisant. Au lieu de cela il partit pour Porto Rico pour un peu plus d'un mois où il fut recruté par Jim Barnett peu de temps après pour Georgia Championship Wrestling. Là-bas il deviendra très vite un Face après avoir sauvé Gordon Solie d'une attaque. Dans le magazine Wrestling To Rasslin', Gerald W. Morton et George M. O'Brien ont décrit la transformation : « le drame s'est finalement joué à la télévision quand un de ses tueurs à gages, Don Muraco, a tout à coup attaqué le commentateur Gordon Solie. En voyant Solie blessée, Piper a déclenché sa fureur écossaise sur Muraco ». Dans les semaines qui suivirent ce retournement, les fans scandaient le nom de Piper partout dans toutes les arènes, ce dernier battant les Heel. Finalement Piper décida de retourner à la Jim Crockett Promotions. Étant un favori de la foule, il fit naturellement face aux Top Heels tel que Robert Remus, Ric Flair ou encore Greg Valentine avec qui il entama une rivalité qui les conduisit tous deux à la première édition de Starrcade. Ce match se déroula pendant que les deux lutteurs étaient accrochés. Pendant le match, Valentine éclata le tympan gauche de Piper. Il perdit, de façon permanente, 50 % de son audition.[réf. nécessaire]

### World Wrestling Federation (1984-1996)

#### 1984-1987
Au cours de l'année 1984, Vince McMahon, propriétaire de la World Wrestling Federation, contacta Piper pour rejoindre sa compagnie et rompre par la même occasion son contrat pour la fédération de Jim Crockett. Il commença à la WWF à la fin de l'année 1983 et remplissait, dans le même temps, ses engagements avec Jim Crockett. Il partit de la fédération en tant que Heel et put ainsi commencer son parcours à la WWF tout en gardant ce même rôle. Cependant, il commença en tant que Manager, étant dans l'incapacité de combattre à cause de ses blessures subies lors de son match contre Greg Valentine. Il se relança, cependant, très vite dans la compétition et affronta son ancien « protégé » Paul Orndorff.
Plus tard dans l'année, il lança ce qui allait révolutionner d'une certaine façon le monde du catch, le Piper Pit. Une sorte d'interview faite par lui-même avec un décor souvent proche de son personnage. Très fréquemment, d'ailleurs, l'interview se finissait en combat contre l'autre Superstar. Selon Roddy Piper, le Piper Pit était complètement improvisé et fut tellement populaire qu'il décida, avec l'accord de la fédération, de réitérer le segment. Cela permit à Piper de récupérer de ses dernières blessures tout en continuant de communiquer avec les fans. Un invité très spécial vint très vite au Piper Pit. Il s'agissait de son ancien ennemi Greg Valentine qui débarqua à la WWF à son tour. Quelque chose d’inattendu se produisit étant donné que les deux parlaient de leur rivalité passé dans la fédération de Jim Crockett. Cependant, ils arrivèrent à se dire que finalement ils se respectaient plus qu'autre chose (les deux étant arrivés en Top Heel). Lors d'un autre Piper Pit, Rowdy recevait Jimmy Snuka. Piper commença à se moquer de Snuka en déposant sur une table des bananes, des noix de coco et des ananas pour que son invité puisse se sentir « comme chez lui ». Snuka ne voulut pas donner une longue interview à Piper, ce qui offensa ce dernier. Il éclata alors une noix de coco sur le crâne de Snuka et lui écrasa une banane sur le visage. Piper en profita également pour frapper avec sa ceinture son invité. Ceci conduisit à une grosse rivalité entre les deux hommes. Lors d'une autre édition du Piper Pit, Piper invita et insulta la légende vivante Bruno Sammartino, ce qui conduisit les deux hommes à se battre dans une cage d'acier. Piper perdit le match.
Piper entama une autre rivalité avec Hulk Hogan qui était à l'époque la rivalité la plus en vue de l'histoire de la lutte. La chanteuse Pop Cyndi Lauper était notamment incluse dans cette rivalité après que Piper lui eut donné un coup de pied dans la tête. Il attaqua aussi Lou Albano tandis qu'Hogan cherchait à se venger. En 1985 la guerre fut diffusée sur MTV dans un spectacle dont le clou était Roddy Piper contre Hulk Hogan accompagné au ring par Cyndi Lauper, Captain Lou Albano et Mister T. Cet événement était le prélude de la première édition de Wrestlemania. Le principal événement en était « Rowdy » Roddy Piper avec Paul Orndorff et accompagné au ring par Bob Orton contre Hulk Hogan avec Mister T accompagné par Jimmy Snuka. Piper et Orndorff perdirent ce match après que Bob Orton eut accidentellement frappé Orndorff au lieu d'Hogan. De la controverse est née une rivalité entre Piper et M.T après que Piper ne manqua pas de rappeler comme il immobilisait M.T sur le ring grâce à ses mouvements de lutte. Piper considérait que le manque de mouvement de M.T avait ruiné le match. Ceci fit naître une vraie rivalité entre l'acteur et le catcheur qui fut utilisé pour être mis aux devants de la scène. Piper ne comprenait pas pourquoi il n'avait pas le droit de match 1 contre 1 pour Wrestlemania II. C'est alors qu'on lui donna un match contre M.T. Seulement ce match n'allait pas être un match de catch mais de boxe. Piper perdit ce match par disqualification après avoir porté un BodySlam à M.T.
Après un congé Piper revint lors d'un enregistrement de Superstars où il affronta un jobber nommé AJ Petrucci. Pendant ce match, il devint un Face après avoir été giflé et ayant réussi à battre son adversaire avec une main dans le dos ainsi que sur une jambe. Une des séquences les plus mémorables du Piper Pit fut quand il reçut Hulk Hogan pour lui remettre un trophée symbolisant les trois années de règne d'Hogan. Peu de temps après la présentation d'Hogan, André The Giant sortit pour dire « Trois ans pour être champion du monde... Il y a longtemps. » Il vint ensuite serrer la main d'Hogan suffisamment fort pour provoquer une grimace de douleur chez celui-ci. La semaine suivante, Hogan tenta de rendre la pareille à André en lui offrant un trophée pour les 15 années durant lesquelles il est resté invaincu. Cependant, André remarqua très vite que le trophée qu'il se voyait remettre était plus petit que celui d'Hogan. Hogan était encore une fois au-devant de la scène alors André la quitta brusquement. La semaine suivante, Piper tentait d'obtenir des réponses mais Jesse Ventura interrompit le segment pour dire à l'Écossais que quelque chose n'allait pas dans la situation d'Hogan et d'André. Il demanda alors que Hogan et André se retrouvent la semaine d'après pour résoudra leur problème une bonne fois pour toutes. Piper s’exécuta et reçut la semaine suivante Hogan et André étrangement accompagné par Bobby Heenan. Quand Hogan demanda pourquoi donc André était avec « The Brain », le géant répondit « Je suis ici pour avoir un match à Wrestlemania ». Hogan tentant de garder la paix entre les deux groupes faillit à sa mission, André l'attaquant pour montrer à quel point sa demande était sérieuse. André arracha la chemise et par la même occasion la croix d'or d'Hogan qu'il laissa blessé et sous le choc aux côtés du « Hot Rod ». Piper demanda alors si oui ou non Hogan acceptait ce match à Wrestlemania, à quoi il répondit par un « Oui » tonitruant. Piper était assez bizarre à la vue de son show du Piper Pit remplacé par The Flower Shop par le lutteur efféminé Adrian Adonis. S'ensuivit une rivalité entre les deux au cours de laquelle Piper fut agressé par Bob Orton, Don Muraco et Adonis. Il fut laissé dans le ring, dévasté, avec du rouge à lèvres sur tout le visage (c'était lors d'une édition du Piper Pit). En réponse, Piper, munie d'une batte de baseball, détruisit le Flower Shop d'Adonis. Cela les a conduit à leur match Hair vs Hair Match à Wrestlemania III. Ce match était présenté comme match de retraite pour Piper qui avait décidé de devenir acteur à plein temps. Il gagna d'ailleurs ce match avec l'aide de Brutus Beefcake après que celui-ci se fut fait raser par Adonis avant le match.

#### 1989-1996
Piper revint d'une pause et apparut directement à Wrestlemania V où il animât à nouveau une édition du Piper Pit dans laquelle il reçut Morton Downey Jr. et l'arrosa avec un extincteur. Après cela, Piper commença à organiser, avec l'aide de Gorilla Monsoon des shows pour la Prime Time Wrestling. Il fournit notamment son aide pour régler les problèmes de chamailleries causés entre Bobby Heenan et Gorilla Monsoon. Heenan insista pour avoir son propre talk-show à Prime Time et l'obtenu. Il en profita pour insulter Piper et Monsoon avant de quitter la compagnie en mauvais termes (ils profitèrent du show pour catalyser ce point). Peu après, Heenan invita Rick Rude dans son show afin d'insulter Piper une nouvelle fois. La dispute entre les deux parties a atteint le niveau physique lorsque Piper débarqua sur The Brother Love Show pour donner son avis sur la situation. Brother Love provoqua Piper pendant quelques minutes en remettant en cause ses habilités dans le ring ainsi que son courage. Piper en eu assez et dit à Brother Love qu'il avait une mauvaise haleine et lui envoya du dentifrice sur lui. Rude intervint alors en aveuglant Piper avec du rince bouche. Ceci amena le retour sur le ring de Piper qui couta le titre à Rude, lors du Summerslam 89, aux mains de l'Ultimate Warrior. Rude jura vengeance et les deux entamèrent une violente rivalité qui dura sur toute la fin de l'année. Elle prit fin lorsque Piper gagna un match contre Rude ou si ce dernier perdait Heenan devait s'habiller comme le père Noël lors du Prime Time suivant. Alors que Piper n'avait plus le droit d'attaquer Heenan, ce dernier profita de Noël et de l'épisode pour dire aux enfants que les parents les arnaquaient pour Noël. Piper s'énerva et passa à tabac le manager. Il fut alors congédié. Lors de Wrestlemania VI Piper affronta Bad News Brown mais le match finit en double décompte à l’extérieur.
En 1991, Piper supportait Mike Jones lors de sa rivalité avec Ted Dibiase. Il était notamment présent pour leur match à Wrestlemania VII et au Summerslam. Il recommença sa rivalité avec Ric Flair et battu « The Mountie » Jacques Rougeau lors du Royal Rumble pour le titre Intercontinental. Il perdit ce même titre à Wrestlemania VIII contre Bret Hart. Après avoir joué de la cornemuse à Summerslam, il disparut de la WWF.
Il refait surface en 1994, à WrestleMania X en tant qu'arbitre pour le match de championnat WWF entre Bret Hart et Yokozuna. Pendant le match, Jerry Lawler fit remarquer qu'il détestait Roddy Piper et commença à l'insulter lors du segment « The King's Court » lors de WWE Raw. Il alla même jusqu'à faire venir un adolescent, habillé comme Roddy, pour qu'il lui embrasse les pieds. Furieux, Piper accepta un match au King of the Ring où il sortit victorieux. Piper était alors un Face et, pour renforcer ce trait, il donna la moitié de l'argent gagné grâce à son combat à un hôpital de l'Ontario.
Quittant la WWF une nouvelle fois, Piper reviendra en 1995 pour Wrestlemania XI à titre d'arbitre dans le match de soumission opposant Bret Hart à Bob Backlund. En 1996, Piper devient Président par intérim de la WWF à la suite de l'agression de Vader sur Gorilla Monsoon au Royal Rumble. C'est alors que Goldust jette son dévolu sur Piper. Furieux, Piper décidera de faire du Bizarre One un « vrai homme » à Wrestlemania XII dans un « Hollywood Blacklot Brawl ». Après que le match eut commencé derrière l'Arrowhead Pond. Goldust monta dans sa voiture et renversa Piper qui se releva directement et monta dans la sienne. S'ensuivit une course poursuite dans Hollywood qui mena les deux hommes à l'aréna. Pendant le match, Goldust tripota les fesses du Hot Rod. Piper embrassera et déshabillera Goldust montrant à tous les spectateurs les dessous de Goldust. Le match se finit et Monsoon reprit sa place de président et une nouvelle fois Piper quitta la compagnie.

### World Championship Wrestling (1996-2000)
Il remporte son 3e et dernier titre des États-Unis à Monday Nitro le 8 février 1999 en battant Bret Hart.

### World Wrestling Entertainment (2005-2015)
En 2005 il a été introduit au WWE Hall of Famer.
En octobre 2005, il fait un match par équipe avec Batista et Eddie Guerrero et ensemble ils battent Randy Orton, Bob Orton Jr et M. Kennedy.
À Cyber Sunday 2006, il est choisi face au Sgt. Slaughter et Dusty Rhodes pour participer avec Ric Flair au match contre le Spirit Squad pour les titres de Champion du monde par équipe de la WWE qu'ils remportent. Le lendemain à RAW il participe à sa première défense de titre face à Rated-RKO qu'il gagne grâce à l'intervention de DX.
En 2008, après sa thérapie contre la maladie de Hodgkin, il fait une apparition lors du Royal Rumble, entré 19e, il ne restera qu'une minute et trois secondes dans le match avant de se faire éliminer par Kane (avec Jimmy Snuka). Il fit aussi une apparition à Cyber Sunday 2008 : trois catcheurs étaient à choisir pour affronter Santino Marella pour le championnat Intercontinental, il eut 34 % mais c'est le Honky Tonk Man qui fut choisi à 35 %. Il fit une autre apparition dans la même soirée avec Goldust et le Honky Tonk Man pour démolir le champion Intercontinental Santino Marella après que ce dernier fut disqualifié grâce à Beth Phoenix et donc conservait son titre.
Il fit une apparition lors de Wrestlemania XXV en faisant équipe avec Jimmy « Superfly » Snuka et Ricky « The Dragon » Steamboat pour affronter Chris Jericho, malheureusement pour eux ils perdent face à ce dernier.
Il a été Guest Host d'un soir de RAW le 16 novembre 2009, durant lequel il se fait attaquer par Randy Orton, alors qu'il avait prévu un match entre lui et Vince McMahon, mais Kofi Kingston lui vient en aide en s'attaquant à Orton.
Il a été a Raw lors de l'édition Raw is old school du 15 novembre 2010 ou il présentera son "piper pit" avec comme invité John Cena et Randy Orton. Il fera une petite apparition lors de Wrestlemania 27 en frappant Zack Ryder. Il est de retour lors du Raw du 13 juin 2011 dans lequel il bat The Miz dans un match avec Alex Riley (qui attaque The Miz pendant le match) comme arbitre spécial. Lors du Raw du 28 novembre 2011, il anime le Piper's Pit avec John Cena comme invité spécial mais à la fin du segment, il gifle John Cena. Il était présent avec Dusty Rhodes lors du Smackdown! spécial noël.Lors Du WWE SmackDown spécial Légende du 10 avril 2012 il anime le Piper's Pit avec Sheamus et Daniel Bryan et AJ, il annonce qu'a Extreme Rules 2012 Sheamus affrontera Daniel Bryan dans 2 out of 3 falls match. Puis il a une confrontation au Piper's Pit avec Daniel Bryan qui lui met une gifle et s'enfuit. Il apparaît en mars 2015 lors de Wrestlemania 31 pour féliciter Daniel Bryan qui venait de remporter le titre Intercontinental. Ce fut sa dernière apparition avant son décès.
Il meurt le 31 juillet 2015 d'une crise cardiaque dans son sommeil, chez lui à Hollywood.

## Palmarès
- World Championship Wrestling
  - 1 fois WCW Heavyweight United States Championship en 1999.

- World Wrestling Association (Los Angeles)
  - 7 fois NWA Americas Tag Team Championship avec Crusher Verdu (2), The Hangman (1), Keith Franks (1), Chavo Guerrero Sr. (1), Ron Bass (1), Pak Choo (1)[7]
  - 3 fois NWA United States Championship

- World Wrestling Entertainment
  - WWE Hall of Famer en 2005
  - 1 fois WWE Intercontinental Championship
  - 1 fois WWE World Tag Team Championship avec Ric Flair

## Filmographie

### Cinéma
- 1986 : Body Slam : Quick Rick Roberts
- 1987 : Buy & Cell : Un cowboy
- 1988 : Transmutations de George Pavlou : Sam Hell
- 1988 : Invasion Los Angeles (They Live) de John Carpenter : John Nada
- 1993 : Back in Action : Frank Rossi
- 1994 : Immortal Combat : John Keller
- 1995 : Retour en force (No Contest) : Ice
- 1995 : Épreuve mortelle (Tough and Deadly) : Elmo Freech
- 1995 : Jungleground : Lieutanant Jacob "Jake" Cornell
- 1996 : Témoin en fuite : Frank Gibson
- 1996 : Terminal Rush : Bartel
- 1996 : Contagion 2009 (Sci-fighters) : Détective Cameron Grayson
- 1997 : Cap sur le danger : Mick Leddy
- 1997 : First Encounter
- 1997 : Ultime combat (The Bad Pack) : Dash Simms
- 1998 : Shepherd : Miles
- 1999 : D'homme à homme :
- 2006 : Honor de David Worth :
- 2015 : Portal to Hell !!! (court métrage) :

### Télévision
- 1990 : Les Nouvelles aventures de Zorro (série télévisée), saison 2 épisode 9 Le Tricheur : Bishop / saison 3, épisode 4 Jack et le Loup : Will Adams
- 1990 : La Croisière s'amuse (série télévisée), épisode A Valentine Voyage : Maurice Steiger
- 1991 : Tagteam (téléfilm) : Rick McDonald
- 1992 : Superboy (série télévisée), saison 4, épisode 20 Métamorphoses : Adrian Temple
- 1992 : Les Dessous de Palm Beach (série télévisée), saison 2, épisode 4 Du sang sur le trottoir : Jimmy Snow
- 1993 : Highlander (série télévisée), saison 2, épisode 10 En hommage à Tommy
- 1994 : RoboCop (série télévisée), épisode 13 Le Super héros
- 1998 : Walker, Texas Ranger (série télévisée), saison 6, épisode 16 Témoin traqué
- 2009 à 2013 : Philadelphia (série télévisée), saison 5, épisode 7 & saison 9, épisode 4 : Da' Maniac
- 2010 : Cold Case : Affaires classées (série télévisée), saison 7, épisode 16 Catch Hardcore
- 2012 : Breaking In (série télévisée), saison 2, épisode 1 The Contra Club
- 2016 : The Chair (série télévisée) : Murphy
- Il est également présent dans le jeu vidéo Saints Row IV où il interprète son propre rôle et lui prête sa voix.